# Ferdinand van Apshoven (de Jonge)

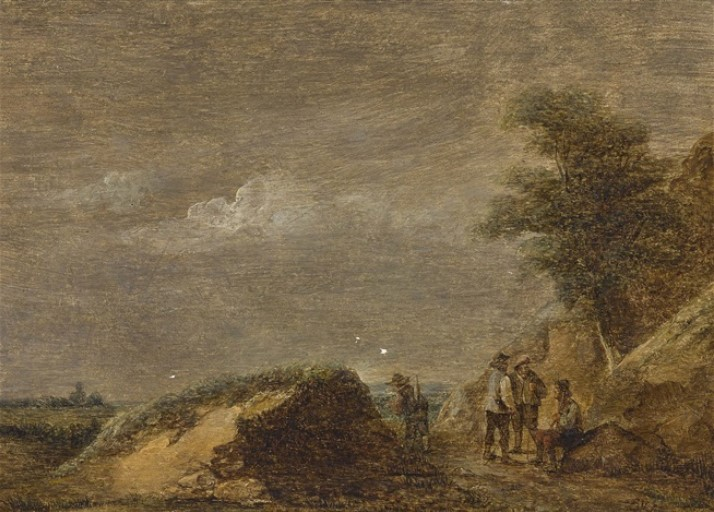
Boeren op een landweg

Ferdinand van Apshoven (de Jonge) (gedoopt in Antwerpen op 1 maart 1630 en er begraven op 3 april 1694) was een Vlaamse schilder en kunsthandelaar. Hij schilderde vooral genrestukken van boeren en herbergklanten in de stijl van David Teniers de Jonge. Zijn broer was de bekendere schilder Thomas van Apshoven, die ook een navolger was van Teniers.

## Leven
Ferdinand van Apshoven werd geboren in Antwerpen als zoon van schilder Ferdinand van Apshoven (de Oude) en Eleonora Wyns. Zijn vader kreeg zijn opleiding van Adam Van Noort en werd in 1596 meester van het Antwerpse Sint-Lucasgilde. Het gezin telde nog zeven andere kinderen, waaronder Thomas, een succesvolle genreschilder.

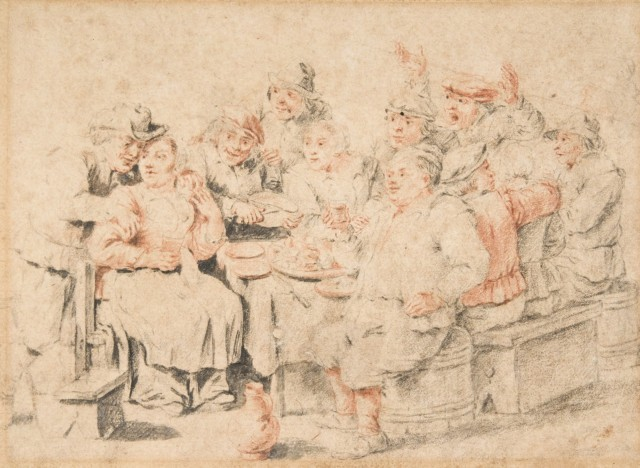
Landelijke maaltijd

Ferdinand was een leerling van David Teniers de Jonge. Hij moet hebben gereisd, want bij het overlijden van zijn vader op 8 november 1654 verbleef hij in het buitenland. In 1657 was hij alleszins terug in Antwerpen, waar hij bij het gilde werd ingeschreven als kunsthandelaar.
Op 20 januari 1657 trouwde hij in de Sint-Walburgiskerk met Josina Overstraeten, met wie hij vijf kinderen had. Hun jongste zoon Willem volgde een schildersopleiding, maar werd bij het Antwerpse gilde nooit ingeschreven als gildemeester.
Van Apshoven was van 1664 tot 1679 kapitein van de plaatselijke schutterij. Hij was deken van het Sint-Lucasgilde in het gildejaar 1678-1679. Hij overleed in Antwerpen in 1694.

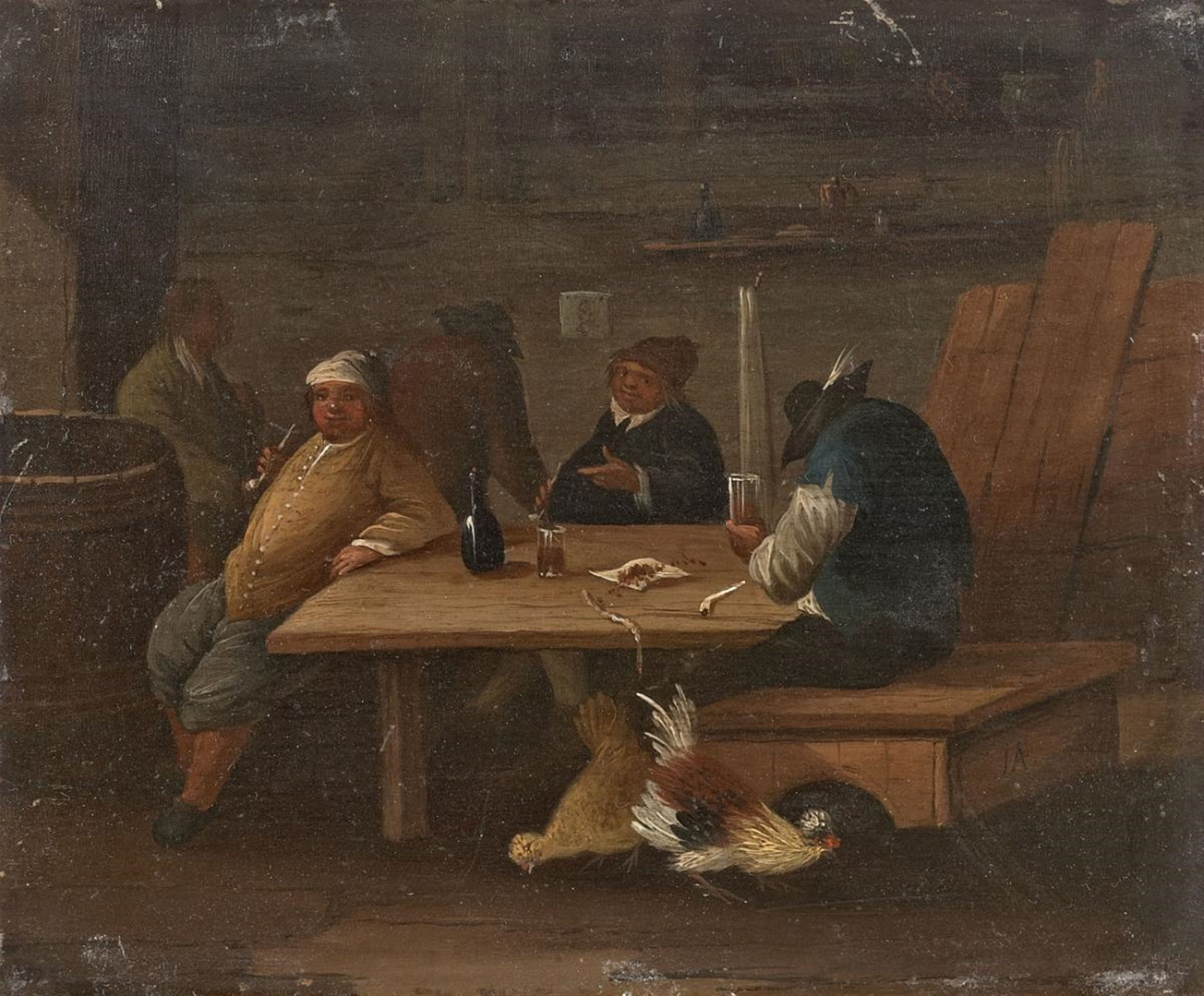
Drinkers en rokers in een herberg

## Werk
Van Apshoven was vooral actief als kunsthandelaar. Als schilder is hij vooral bekend om zijn genrestukken van boerentaferelen en herbergscènes. Hij schilderde ook landschappen en stillevens.
Zijn werk vertoont dezelfde stijl en onderwerpkeuze als dat van David Teniers de Jonge, aan wie zijn werken dan ook vaak werden toegeschreven.
- RKD-Nederlands Instituut voor Kunstgeschiedenis: 2245
- Union List of Artist Names: 500080126
- Virtual International Authority File: 96253523